# Stipa kurdistanica
Stipa kurdistanica är en gräsart som beskrevs av Norman Loftus Bor. Stipa kurdistanica ingår i släktet fjädergrässläktet, och familjen gräs. Inga underarter finns listade i Catalogue of Life.